# Xã Hay Creek, Quận Burleigh, Bắc Dakota
Xã Hay Creek (tiếng Anh: Hay Creek Township) là một xã thuộc quận Burleigh, tiểu bang Bắc Dakota, Hoa Kỳ. Năm 2010, dân số của xã này là 4.057 người.